# Jan Łukasiewicz

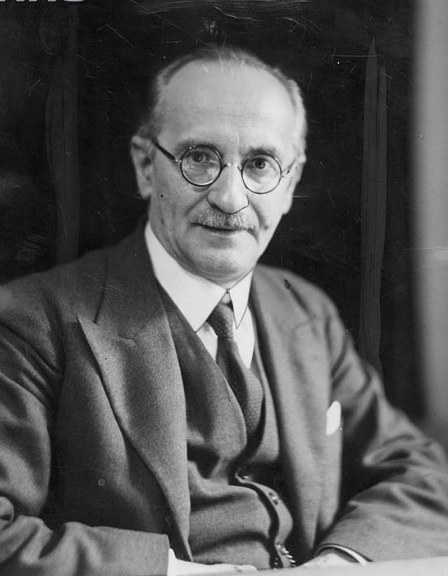
Jan Łukasiewicz 1935

Jan Łukasiewicz [jan wukaˈɕɛvʲitʃ] (* 21. Dezember 1878 in Lemberg; † 13. Februar 1956 in Dublin) war ein polnischer Philosoph, Mathematiker und Logiker.

## Wirken
Łukasiewicz war in den Jahren von 1915 bis 1939 Professor an den Universitäten Lemberg und Warschau, an letzterer auch zweimal Rektor. Seine Arbeit dort stand im Zeichen der Lemberg-Warschau-Schule, deren Grundlagenforschung an mathematischer Logik die Universität Warschau zu einem Zentrum der Logik in der Zeit nach dem Ersten Weltkrieg machte. Zu seinen Schülern und späteren Kollegen gehörte unter anderem Alfred Tarski. 1919 war Łukasiewicz für kurze Zeit polnischer Bildungsminister.
1938 verlieh ihm die Universität Münster einen Ehrendoktor für Philosophie. Während der Besetzung nach dem deutschen Überfall auf Polen arbeitete er an der geheimen Warschauer Untergrunduniversität (Tajny Uniwersytet Warszawski).
Während der deutschen Besetzung Polens arbeitete Łukasiewicz im Stadtarchiv von Warschau und verdiente einen dürftigen Lebensunterhalt. Ebenso half ihm seine Freundschaft mit Heinrich Scholz (einem deutschen Professor der mathematischen Logik); auch arrangierte Scholz die Übersiedlung der Familie Łukasiewicz nach Deutschland (1944) (Łukasiewicz hatte Angst vor dem Einmarsch der Roten Armee in Polen). Jan Łukasiewicz und seine Frau wollten in die Schweiz, konnten aber keine Zulassung der deutschen Behörden bekommen. Deshalb verbrachten sie die letzten Monate der Kriegszeit in Münster. Das Kriegsende erlebte er in Brakel (Ortsteil Hembsen). Nach dem Krieg arbeitete er zuerst in Belgien, wo er an der provisorischen Polnischen Wissenschaftlichen Akademie Logik lehrte, 1949 ging er nach Dublin, wo er am University College Dublin einen Lehrstuhl angeboten bekam und den Rest seines Lebens wirkte.
Er führte die so genannte polnische Notation (Präfixnotation) ein, bei welcher der Operator eines Ausdrucks (z. B. einer mathematischen Formel) vor den Operanden geschrieben wird und die dadurch ohne Klammern auskommt: Statt 8 + 5 schreibt man + 8 5. Später wurde davon die umgekehrte polnische Notation (Postfixnotation) abgeleitet, bei der die Operatoren hinter ihren Operanden geschrieben werden (z. B. 8 5 +).
Jan Łukasiewicz formalisierte 1920 die dreiwertige Logik Ł3 und schuf so den ersten mehrwertigen und damit nichtklassischen logischen Kalkül. Seine Arbeiten beschäftigten sich aber auch mit der klassischen Logik. So erstellte er einen von Bernays und Post unabhängigen Beweis der Vollständigkeit und Widerspruchsfreiheit der klassischen Aussagenlogik.
In seinen mehrwertigen Logiken verwendete er Wahrheitswertfunktionen, die heute als Łukasiewicz-Tarski-Negation und Łukasiewicz-Tarski-Implikation bezeichnet werden.
Von Jan Łukasiewicz stammen auch bahnbrechende Arbeiten zur Geschichte der Logik. Er rekonstruierte die Aristotelische Syllogistik und hat neben Martha Kneale die Bedeutung der stoischen Logik entdeckt, die er für die früheste historische Form der Aussagenlogik hielt (heute wird die Priorität den „Dialektikern“ Diodoros Kronos und Philon von Megara zugeschrieben). Mit dieser Neubewertung befreite er die Stoa von dem alten und hartnäckigen Urteil, sie habe einen unfruchtbaren Formalismus in die Logik eingeführt, und fügte der Geschichte der Logik ein neues Kapitel hinzu.

## Schriften (Auswahl)
- O zasadzie sprzeczności u Arystotelesa. Studyum krytyczne. Akademia Umiejętności. Fundusz Wydawniczy im. W. Osławskiego, Krakau 1910, (Neuausgabe. Tekst przejrzał, przedmowa̧ i przypisami opatrzył Jan Woleński. Państwowe Wydawnictwo Naukowe, Warschau 1987, ISBN 83-01-06226-6; deutsch: Über den Satz des Widerspruchs bei Aristoteles (= Zur modernen Deutung der Aristotelischen Logik. 5). Olms, Hildesheim u. a. 1993, ISBN 3-487-09761-3).
- mit Alfred Tarski: Untersuchungen über den Aussagenkalkül. In: Comptes Rendus des Séances de la Société des Sciences et des Lettres de Varsovie, Classe  3. Band 23, 1930, ZDB-ID 1110908-7, S. 30–50.
- Philosophische Bemerkungen zu mehrwertigen Systemen des Aussagekalküls. In: Comptes Rendus des Séances de la Société des Sciences et des Lettres de Varsovie, Classe  3. Band 23, 1930, S. 51–77.
- Z historii logiki zdań. In: Przegląd Filozoficzny. Band 37, 1934, ISSN 1230-1493, S. 417–437, (deutsch: Zur Geschichte der Aussagenlogik. In: Erkenntnis. Band 5, 1935, S. 111–131, JSTOR:20011745; Entdeckung der stoischen Junktorenlogik).
- Aristotle’s syllogistic. From the standpoint of modern formal logic. Clarendon Press, Oxford u. a. 1951.
- Elementy logiki matematycznej. 2. Ausgabe. Państwowe Wydawnictwo Naukowe, Warschau 1958, (englisch: Elements of mathematical logic (= International Series of Monographs on Pure and Applied Mathematics. 31, ISSN 0539-0125). Translated from the Polish by Olgierd Wojtasiewicz. Pergamon Press, Oxford u. a. 1963).
- Selected works (= Studies in Logic and the Foundations of Mathematics.). Edited by L. Borkowski. North-Holland u. a., Amsterdam u. a. 1970, ISBN 0-7204-2252-3.